# Derdes (rebel)
Derdes (en llatí Derdas, en grec antic Δέρδας) fou un cap macedoni de la casa reial dels elimis, i segurament n'era el rei, que va donar suport a Filip, germà de Perdicas II (454 aC-413 aC), en la rebel·lió contra ell.
Atenes va donar suport als rebels i Perdicas va reaccionar encoratjant la revolta de Potidea contra Atenes i fundant la ciutat d'Olint. Atenes va enviar un cos militar en ajut del rebels, segons diu Tucídides.
Sembla que Derdes va morir per aquesta època, ja que tot seguit es parla al seu lloc dels seus germans, un dels quals es deia probablement Pausànies.